# جامعة ميرسر

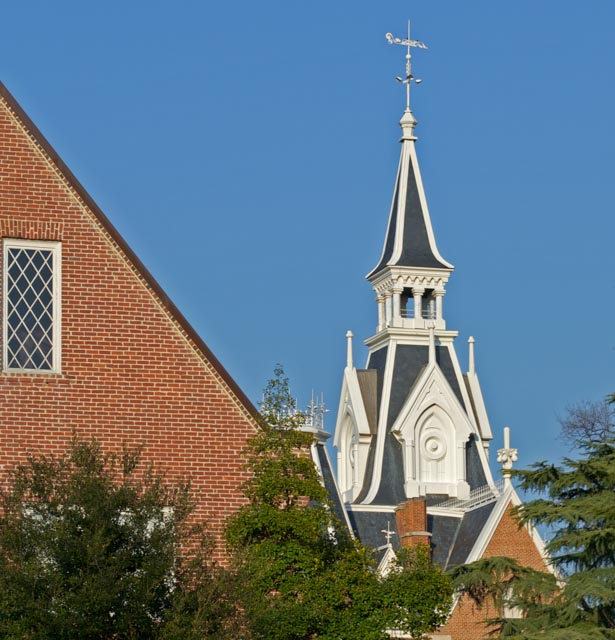
مبنى الإدارة أحد معالم الجامعة المدرجة في السجل الوطني للأماكن التاريخية.

جامعة ميرسر (بالإنجليزية: Mercer University)‏ هي جامعة خاصة يقع حرمها الرئيسي في ماكون، جورجيا. تأسست عام 1833م باسم معهد ميرسر وتجولت إلى جامعة في عام 1837م، وهي أقدم جامعة خاصة في جورجيا ويدرس بها أكثر من 8600 طالب في 12 كلية ومدرسة: الفنون الحرة، والأعمال التجارية، والهندسة، والتعليم، والموسيقى، والدراسات المستمرة والمهنية، والقانون، واللاهوت، والطب، والصيدلة، والتمريض، والمهن الصحية. جامعة ميرسر عضو في تحالف جورجيا للأبحاث، ولها فصل في فاي بيتا كابا.
يوجد في ميرسر ثلاثة فروع رئيسية: الحرم التاريخي (الرئيسي) في ماكون، وحرم الدراسات العليا والتعليم المهني في أتلانتا، وحرم كلية الطب لمدة أربع سنوات في سافانا. لدى ميرسر أيضًا مراكز أكاديمية إقليمية في مقاطعة هنري ومقاطعة دوغلاس. كلية الحقوق بجامعة ميرسر في حرمها الجامعي في ماكون؛ المستشفيات التعليمية في ماكون، سافانا، وكولومبوس؛ مطبعة الجامعة ومركز فنون الأداء، دار الأوبرا الكبرى، في ماكون؛ ومركز ميرسر للبحوث الهندسية في وارنر روبينز. يشمل مركز العلوم الصحية بجامعة ميرسر برامج المهن الطبية والصيدلية والتمريضية والصحية في ماكون وأتلانتا وسافانا وكولومبوس.
صنفتها مجلة يو إس نيوز آند وورلد ريبورت في المرتبة الثانية (جامعة إيموري، الأولى) بين الجامعات الخاصة في جورجيا لمدة 25 عامًا تقريبًا. كما صنفت مجلة يو إس نيوز آند وورلد ريبورت (إصدار 2019) ميرسر بترتيب 140 من بين 310 جامعات وطنية وباعتبارها أفضل 39 جامعة من حيث التعليم بالنسبة إلى التكلفة. استشهد بميرسر من قبل مؤسسة كارنيجي للتقدم في التعليم من أجل مشاركتها المجتمعية وكانت من بين 113 مؤسسة مدرجة في قائمة الشرف للتميز بخدمة المجتمع للتعليم العالي لعام 2015م. 
لدى ميرسر برنامج رياضي وفرق ميدانية. جميع الألعاب الرياضية التي ترعاها الجامعة تتنافس في المؤتمر الجنوبي باستثناء الكرة الطائرة النسائية الشاطئية، التي لا يرعاها المؤتمر الجنوبي، وبالتالي تتنافس في مؤتمر صن أتلانتيك. 

## خريجون
تخرج من جامعة ميرسر العديد من المشاهير منهم الحاكم الحالي لجورجيا، وكبير قضاة جورجيا، وثلاثة أعضاء من محكمة الاستئناف في جورجيا، بمن فيهم رئيس القضاة، وعمدة ماكون، ورئيس نقابة المحامين في جورجيا.

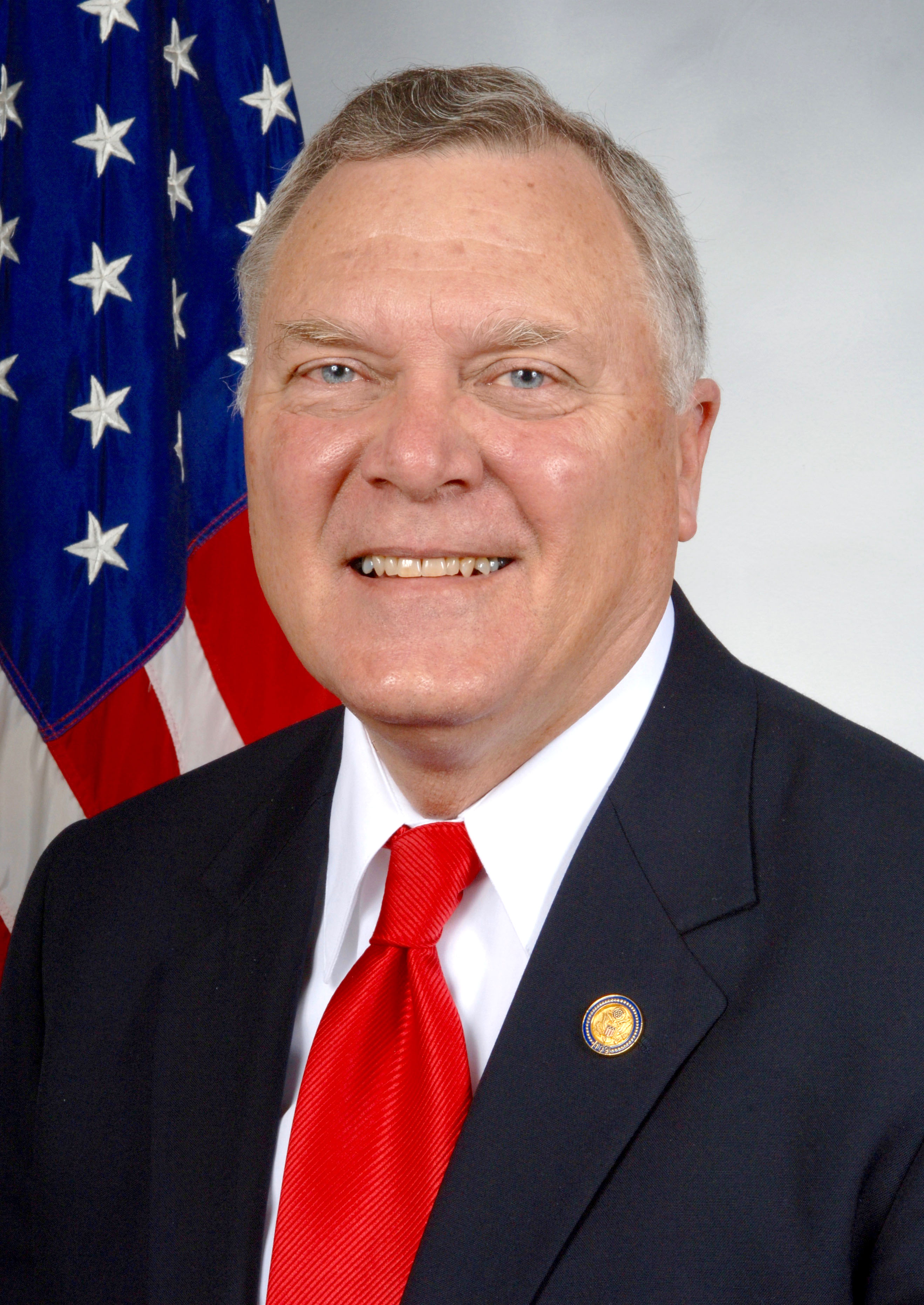
ناثان ديل، منتخب عام 2010، الحاكم السابق لجورجيا، 2011-19.
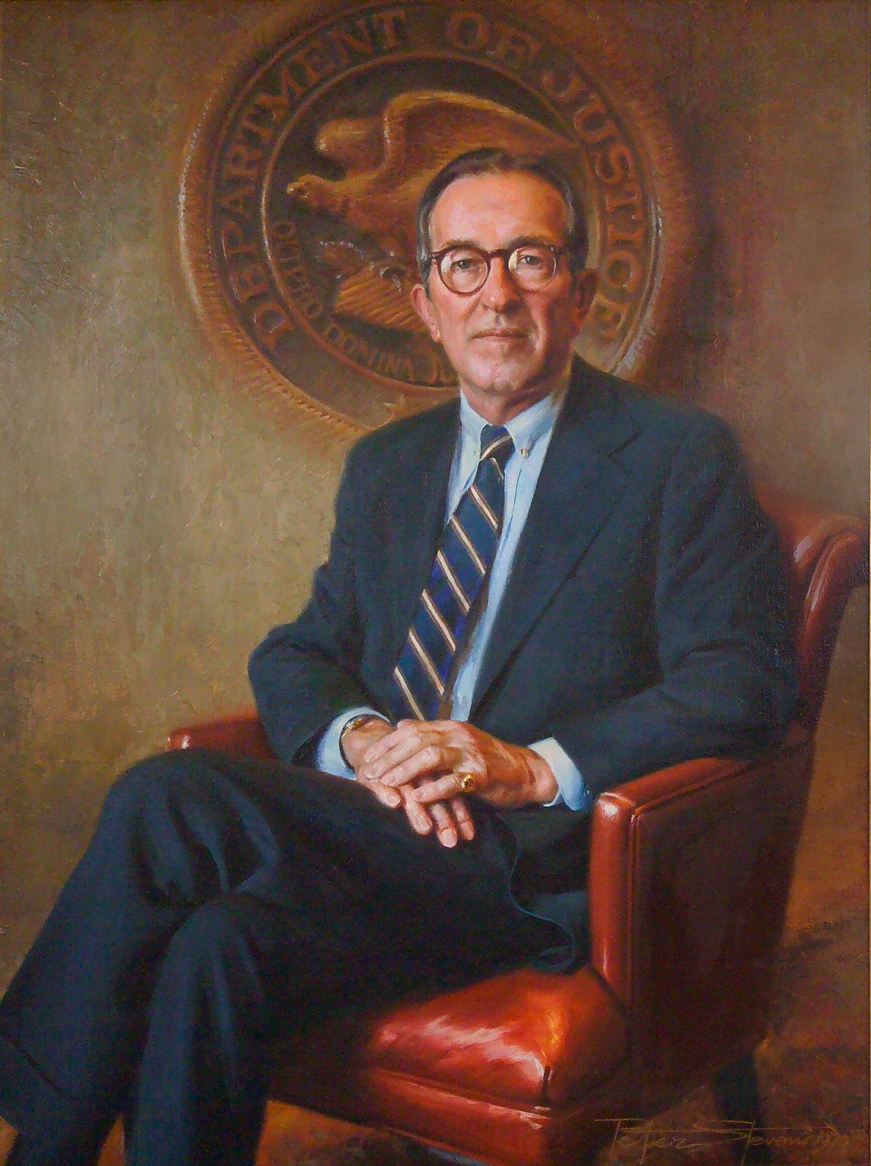
جريفين بيل، نائب عام الولايات المتحدة، 1977-1979.
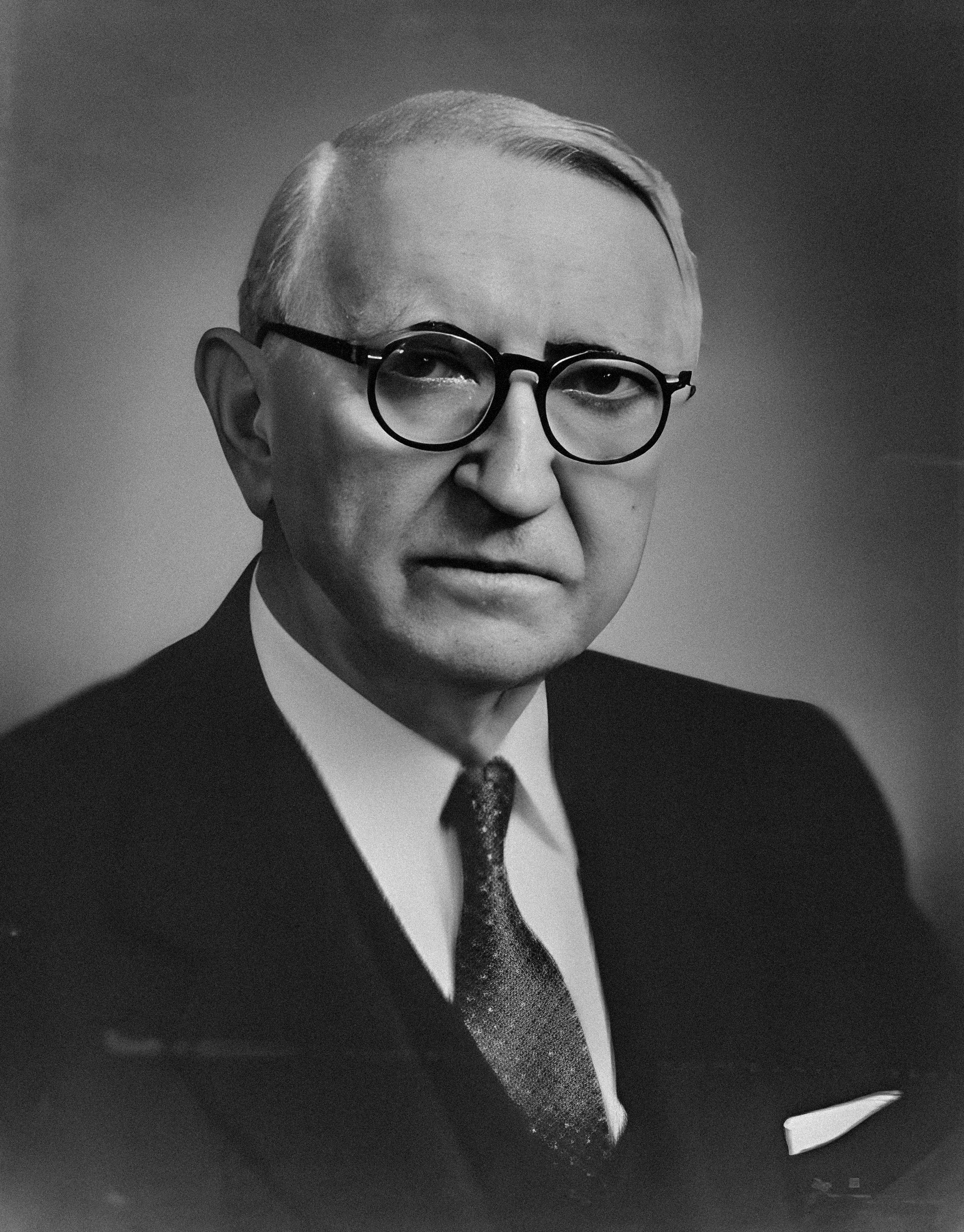
والتر ف. جورج، عضو مجلس الشيوخ الأمريكي، 1922-1957
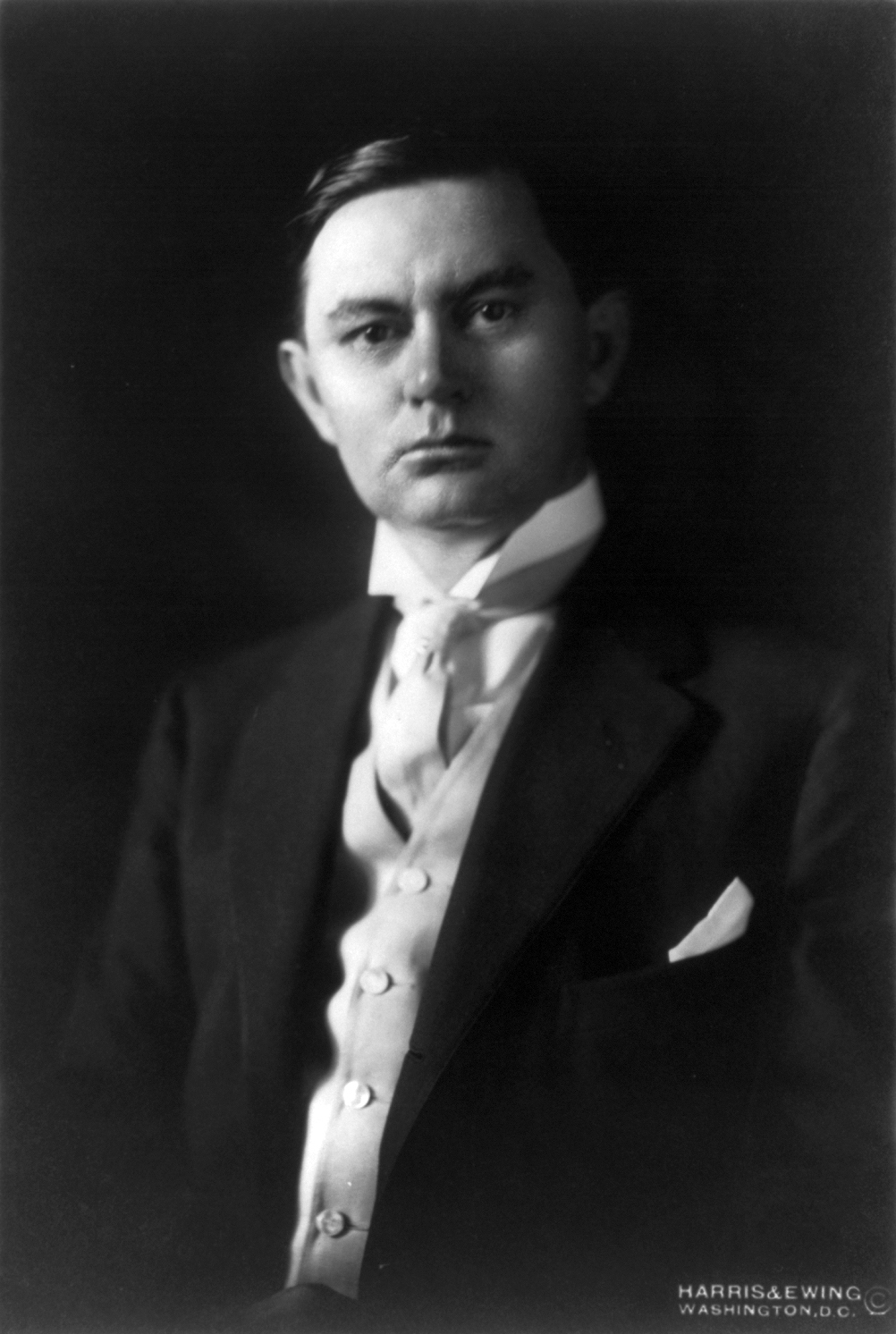
توماس هادويك، عضو مجلس الشيوخ الأمريكي ، 1914-1919؛ حاكم جورجيا، 1921-23.
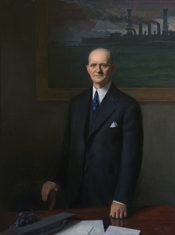
كارل فينسون، عضو مجلس النواب الأمريكي، 1914-1965؛ أول شخص يخدم لأكثر من 50 عامًا في مجلس النواب.
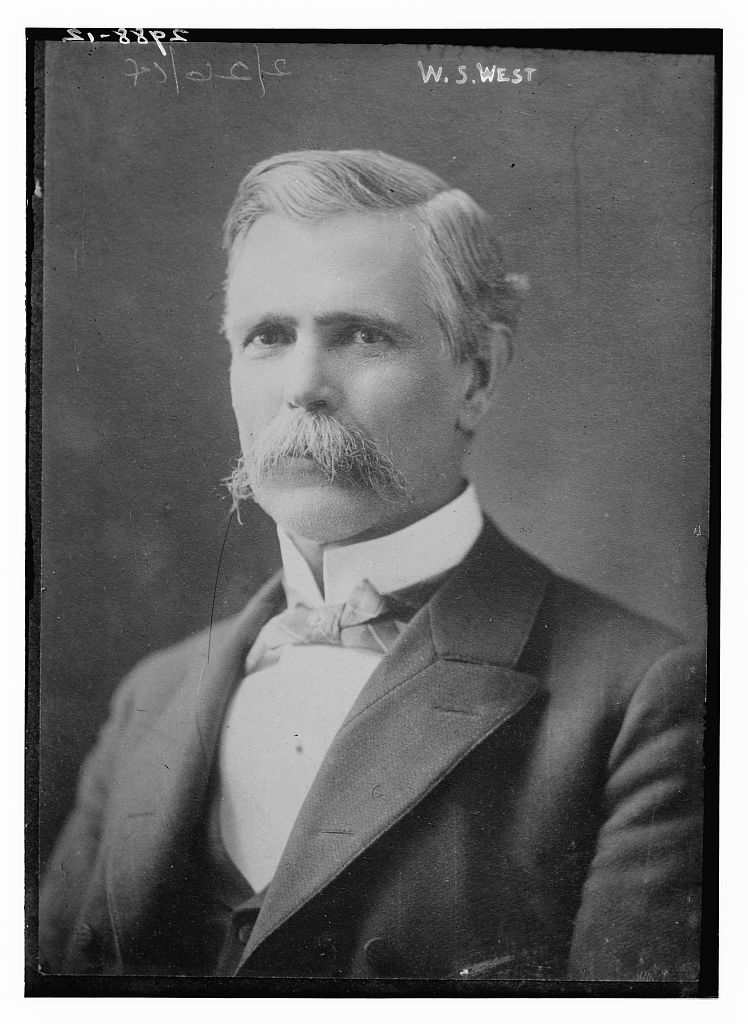
ويليام ستانلي ويست، عضو مجلس الشيوخ، 1914-14؛ له دور فعال في تأسيس جامعة ولاية فالدوستا.

## روابط خارجية
- الموقع الرسمي
- موقع جامعة ميرسر لألعاب القوى
- علامة "ميرسر القديمة التاريخية